# Maxbass
Maxbass – miasto w Stanach Zjednoczonych, w stanie Dakota Północna, w hrabstwie Bottineau.